# Marcus Aburius
Marcus Aburius was een Romeins politicus uit de 2e eeuw v.Chr.
Marcus Aburius verzette zich in 187 v.Chr. als tribunus plebis tegen de vraag van proconsul Marcus Fulvius om een triomftocht te mogen houden, maar liet onder invloed van zijn collega Tiberius Sempronius Gracchus zijn tegenstand grotendeels zaken. Hij was vervolgens praetor peregrinus in 176 v.Chr.

## Referentie
- https://web.archive.org/web/20131103161915/http://www.ancientlibrary.com/smith-bio/0013.html